# USS John Paul Jones (DDG-53)
USS John Paul Jones (DDG-53) — третий эсминец УРО типа «Арли Бёрк» и первый корабль этого типа, служащий на Тихоокеанском флоте США. Построен на верфи Bath Iron Works, приписан к морской станции Сан-Диего, Калифорния.
Эсминец «Джон Пол Джонс» назван в честь английского капитана Джона Пола Джонса, героя Войны за Независимость, некоторое время состоявшего на российской службе.

## Интересные факты
В 2011 году корабль принял участие в съёмках фильма Морской бой